# Hilton Als
Hilton Als (* 1960 in New York City) ist ein US-amerikanischer Schriftsteller und Theaterkritiker.

## Leben
Als wuchs in Brownsville, Brooklyn auf. Er studierte an der Columbia University und ist Autor mehrerer Werke. Er ist Theaterkritiker für das US-amerikanische Magazin The New Yorker.  Als gewann 2017 den Pulitzer-Preis für seine „kühnen und originellen Kritiken“ als Literaturkritiker des New Yorker. Zudem lehrte er als Hochschullehrer am Smith College, am Wellesley College, an der Wesleyan University und an der Yale University. In Manhattan veranstaltet und fördert Als verschiedene Kunstausstellungen, darüber hinaus ist er Mitglied der renommierten American Academy of Arts and Sciences.

## Werke (Auswahl)
- 1996: The Women, New York: Farrar, Straus & Giroux
- 2013: White girls, San Francisco: McSweeney’s

## Auszeichnungen und Preise (Auswahl)
- 2000: Guggenheim-Stipendium für Kreatives Schreiben
- 2002–03: George Jean Nathan Award für Dramatic Criticism
- 2004: Berlin Prize der American Academy in Berlin
- 2014: Lambda Literary Award (LGBT Nonfiction) für White Girls
- 2016: Windham–Campbell Literature Prize
- 2017: Pulitzer-Preis für Literaturkritik
- 2018: Ehrendoktor der The New School in New York City
- 2021: Mitglied der American Academy of Arts and Sciences[4]